# Dasht Avzar
Dasht Avzar är en ort i Iran.   Den ligger i provinsen Khuzestan, i den centrala delen av landet, 400 km söder om huvudstaden Teheran. Dasht Avzar ligger 1 523 meter över havet och antalet invånare är 143.
Terrängen runt Dasht Avzar är huvudsakligen bergig, men österut är den kuperad. Runt Dasht Avzar är det ganska tätbefolkat, med 56 invånare per kvadratkilometer. Närmaste större samhälle är Dehdez, 18,7 km sydost om Dasht Avzar. Omgivningarna runt Dasht Avzar är i huvudsak ett öppet busklandskap.